# Place Colomb (Madrid)
La place Colomb (en espagnol : Plaza de Colón) est l'une des places centrales de Madrid, en Espagne. Elle porte le nom de Christophe Colomb.

## Situation
Située à l'intersection des arrondissements du Centre, de Chamberí et de Salamanca, la place possède un vaste espace ouvert connu comme les jardins de la Découverte, délimité par les rues Goya, Jorge Juan et Serrano. Le côté ouest de la place est constitué par un carrefour routier au centre duquel s'élève le monument à Colomb, où se rejoignent le paseo de la Castellana au nord et celui des Récollets au sud.

## Espaces et monuments

### Le monument à Colomb
Érigé entre 1881 et 1885, ce monument de style néo-gothique se compose d'une colonne surmontée de la statue de Colomb, œuvre de Jerónimo Suñol, et de plusieurs bas-reliefs d'Arturo Mélida. Placé à l'origine sur la place elle-même, il est installé depuis 2009 au centre du carrefour routier, entouré par un bassin.

### Les jardins de la Découverte
Aménagé en 1970 pour célébrer la découverte de l'Amérique, cet espace occupe une surface de 18 700 m2. De forme quadrangulaire, il est divisé en deux zones triangulaires. Sous la première, à l'ouest, se trouve le théâtre Fernán Gómez, ancien Centre culturel de la ville de Madrid, ainsi qu'un parking souterrain. La seconde zone, à l'est, est principalement occupée par le monument de la Découverte de l'Amérique, dû à Joaquín Vaquero Turcios et inauguré en 1977. À proximité, s'élève depuis 2001 un mat de 50 m de haut qui porte le plus grand drapeau espagnol au monde, mesurant 14 par 21 m, soit 294 m2.

### Palais de la bibliothèque et du musée
Au sud, le long de la rue Jorge Juan, la place est bordée par la façade latérale du palais qui abrite la Bibliothèque nationale et le Musée archéologique national.

### Tours Colomb
L'angle nord-ouest de la place est occupé par les tours Colomb, immeuble de bureaux achevé en 1976, surnommé « la prise électrique » en raison de la forme de son sommet.

## Transports
La place est notamment desservie par la station Colón située sur la ligne 4 du métro.

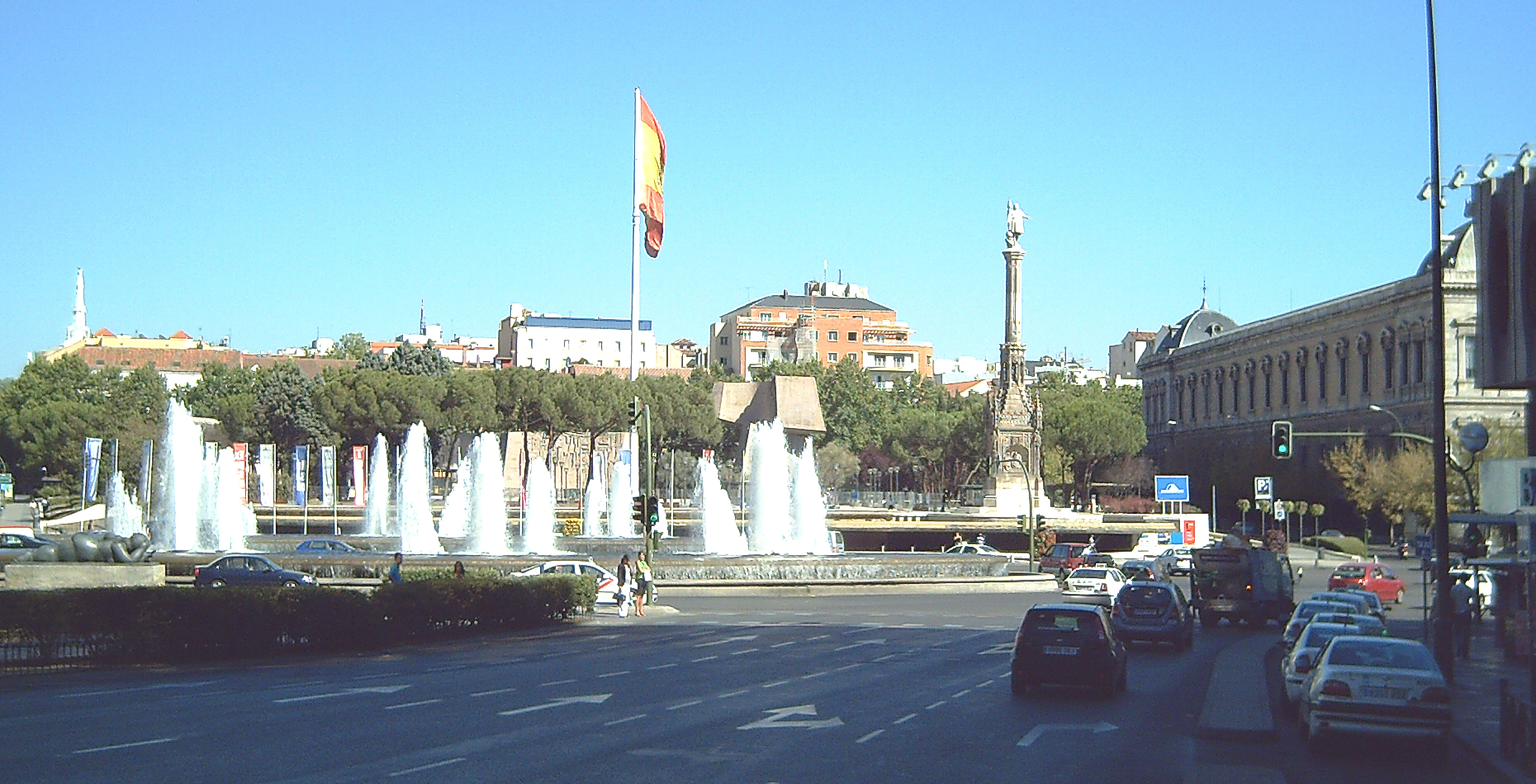
La place vue depuis la rue de Gênes, avant 2009